# Gustaf Burén
Gustaf Burén, född 21 maj 1778 i Hällestads församling, Östergötlands län, död 23 augusti 1848 i Hällestads församling, Östergötlands län, var en svensk bruksägare och industriidkare.

## Biografi
Gustaf Burén föddes 1778 på Grytgöls bruk i Hällestads församling. Han var son till brukspatronen Carl Daniel Burén och Diedrika Elisabet Zetterling. Burén var en svensk brukspatron. Han avled 1848 på Grytgöls bruk och begravdes på Åsbo kyrkogård.

### Egendom
Burén ägde Götevi säteri i Ekeby socken, Sättra säteri i Röks socken, samt Strålsnäs herrgård och Laggarp i Åsbo socken.